# Pares del Sagrat Cor de Jesús de Bètharram
Els Pares de Sagrat Cor de Jesús de Bètharram, en llatí Societas Presbyterorum Sanctissimi Cordis Iesu de Bétharram, són un institut religiós masculí de dret pontifici, una congregació clerical. Anomenats també Betharramites, posposen al seu nom les sigles S.C.I. de Béth.

## Història
La congregació fou fundada per Mixel Garicoitz en 1832 a Bètharram (avui L'Estela-Bètharram, Pirineus Atlàntics, França). En 1827, Garicoitz fou nomenat professor de filosofia al seminari major de Bètharram. El contacte amb els seminaristes el convencé que la situació religiosa a França, després de la Revolució francesa, era dramàtica: la formació religiosa havia desaparegut, l'ambient era anticlerical, la majoria de les escoles i instituts religiosos s'havien suprimit i hi havia poques vocacions per ésser sacerdots.
Per reevangelitzar la societat, Garicoitz pensà de fundar una congregació de sacerdots missioners. La fundació fou en 1835, però fins al 1875, gràcies al suport d'Augusto Etxekopar, tercer superior general, no fou aprovada per la Santa Seu, ja que el bisbe Lacroix s'hi oposava. El decretum laudis es promulgà el 30 de juliol de 1875 i l'aprovació definitiva fou el 5 de setembre de 1877.
Els Pares del Sacre Cor de Bètharram són sacerdots i religiosos dedicats a l'apostolat i les missions, a més de l'educació cristiana dels joves. Foren cridats a Hispanoamèrica, on hi havia importants comunitats de bascos emigrats en cerca de feina, especialment a l'Argentina, Uruguai, Paraguai i el Brasil.
En començar el segle xx, es fundaren cases a Itàlia, Espanya, Bèlgica i Anglaterra. El 1922 fou cridada per predicar a la província de Yunnan (Xina) i crearen la diòcesi de Dali (o Tali). Avui, també té missions a Israel, Jordània, Índia, Tailàndia, i a l'Àfrica, a Costa d'Ivori i la República Centreafricana.
Hi ha certes acusacions d'agressions físiques i verbals exercida per determinats pares de la casa de Betharram cap a infants al seu càrrec. Hom ha volgut implicar un lax control per part de François Bayrou qui dirigía les polítiques educatives dels Pirineus Atlàntics en el moment de fer-se públiques els centenars de denúncies.

## Activitat i difusió
Els Betherramites es dediquen a ensenyar en escoles i a la catequesi i apostolat en parròquies i missions.
En acabar el 2009, la congregació comptava amb 395 religiosos, 229 dels quals eren sacerdots, en 62 cases,